# Зелений Яр (Баштанський район)
Зелений Яр — село в Україні, у Баштанській міській громаді Баштанського району Миколаївської області. Населення становить 144 особи.

## Населення
Згідно з переписом УРСР 1989 року чисельність наявного населення села становила 142 особи, з яких 70 чоловіків та 72 жінки.
За переписом населення України 2001 року в селі мешкали 142 особи.

### Мова
Розподіл населення за рідною мовою за даними перепису 2001 року:
| Мова       | Відсоток |
| ---------- | -------- |
| українська | 95,14 %  |
| російська  | 2,08 %   |
| білоруська | 1,39 %   |
| молдовська | 1,39 %   |